# Mary Maurice
Mary Maurice, född 15 november 1844 i Morristown, Ohio, död 30 april 1918 i Port Carbon, Pennsylvania amerikansk skådespelare.

## Filmografi i urval
- 1909 - Miserables (Part II), Les
- 1911 - The Battle Hymn of the Republic
- 1912 - Saving an Audience
- 1915 - The Battle Cry of Peace
- 1917 - Womanhood, the Glory of the Nation